# Julio Cebrián Mezquita

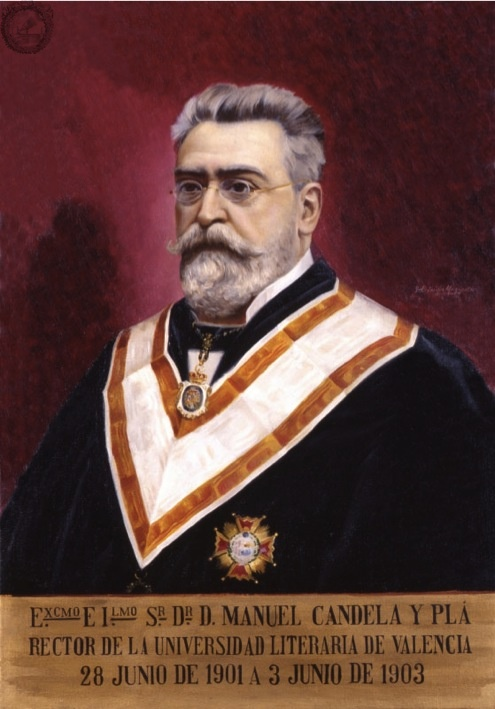
Retrato de Manuel Candela y Pla, rector de la Universidad literaria de Valencia (1901-1903), Universidad de Valencia

Julio Cebrián Mezquita (Valencia, 1854-1926) fue un pintor español, hermano del escritor y erudito valenciano Luis Cebrián Mezquita. 

## Biografía
Nacido el 21 de febrero de 1854 en Valencia, se dedicó primero al estudio de la música y luego al dibujo. Completó su educación pictórica en la Real Academia de Bellas Artes de San Carlos.
Se dio a conocer en un concurso convocado por la Diputación de Valencia, para pintar un retrato del rey Alfonso XII de España.
Participó en las Exposiciones Nacionales de 1877, 1881, 1884 y 1893, con cuadros de género histórico, influenciados por el arte bizantino. Falleció el 9 de julio de 1926.

## Obras destacadas
- El Cid en San Pedro de Cardeña.
- San Francisco de Asís en éxtasis.
- Ausias March.
- La venganza de Fulvia.
- El Bautismo de Cristo, en la Iglesia de Santa Catalina, de Valencia.
- Retratos

La Reina María Cristina.
El Cardenal Monescillo.
El Marqués de Tremolar.
El Rector de la Universidad de Valencia, Excmo. Eduardo Pérez Pujol (1868-1873).
El Rector de la Universidad de Valencia, Excmo. Doctor Nicolás Ferrer Julve (1898-1901).
El Rector de la Universidad de Valencia, Excmo. Manuel Candela Pla (1901-1903).